# بلبار
البلبار (الاسم العلمي:†Balbaroo) هو جنس من الثدييات يتبع فصيلة البلباريات من رتبة ثنائيات الأسنان الأمامية.

## أنواع البلبار
- †بلبار حديقة غريغوري الوطنية
- †بلبار ذو الناب
- †بلبار كامفيلدي